# Pont couvert de West Liberty
Pour les articles homonymes, voir West Liberty.
 (janvier 2021).
Le pont couvert de West Liberty est un pont couvert qui porte la West Liberty Street d'un côté à l'autre de la Cowles Creek à Geneva, dans le comté d'Ashtabula, en Ohio. Avec ses 5,5 m de longueur, il est considéré comme le pont couvert le plus court des États-Unis. Faisant partie d'un des 17 ponts couverts encore en service dans le comté, il est conçu par John Smolen, ingénieur local et concepteur du pont couvert le plus long du pays, le pont de Smolen-Gulf (en), situé dans le même comté.

## Construction

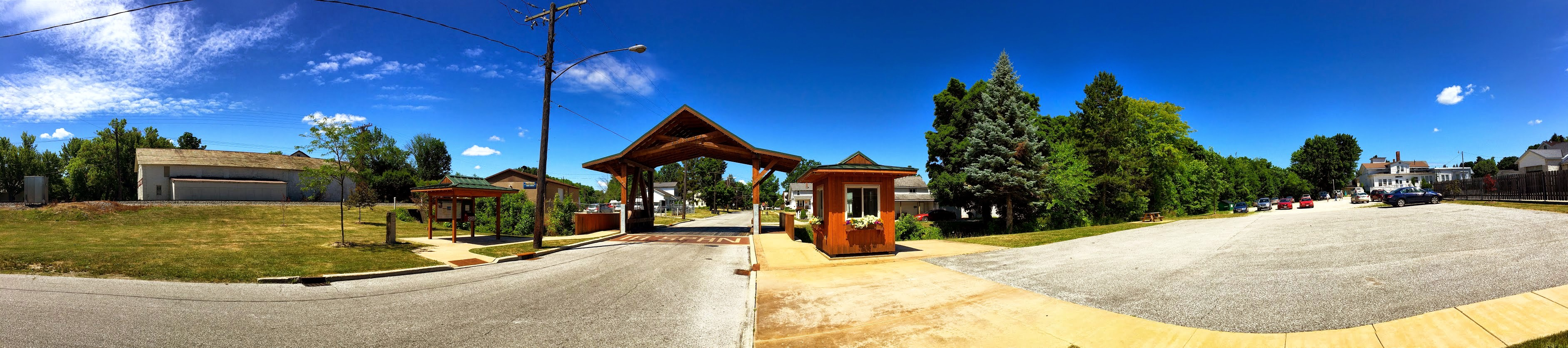
Panorama du pont.

Le pont est conçu en 2007 et le projet est amorcé en 2008 lorsque la Commission des travaux publics de l'Ohio permet le financement du pont,. Auparavant, la rue pouvait circuler par-dessus le ruisseau par l'entremise d'un ponceau. Après que l'état du ponceau s'est détérioré, la ville a décidé de le remplacer par un pont couvert, puisque cela coûterait le même prix ou même moins cher, environ 400 000 $ (USD), pour l'entretenir, et qu'en plus, le pont pourrait attirer du tourisme, comme c'est le cas avec beaucoup de ponts couverts dans la région,. 
Les fondations du pont sont posées en septembre 2010, et son assemblage est terminé le mois suivant,. 60 étudiants d'un centre de formation scolaire proche, dans le Township de Jefferson (en) ont participé à la construction, ce qui a permis de baisser encore plus les coûts,. 
Le pont ouvre à la circulation le 22 août 2011 et est consacré le 8 octobre,. On y retrouve des voies piétonnes des deux sens, isolées de la circulation automobile.